# Al-Zubaydiyya
al-Zubaydiyya (arabiska الزبيدية) är en liten stad i provinsen Wasit i södra Irak. Staden är belägen längs Tigris, cirka 50 kilometer söder om al-Suwaira och 85 kilometer norr om al-Kut.